# Trichodontidae
Los areneros (Trichodontidae) son una familia de peces marinos incluida en el orden Perciformes, distribuidos por el norte del Pacífico comúnmente en suelos arenosos entre los 200 m y 400 m de profundidad, aunque también puede encontrarse en la arena de la zona intermareal.
Tienen el cuerpo profundamente comprimido de longitud máxima 30 cm, con una gran boca orientada hacia arriba y fuertemente oblicua, con labios carnosos con una franja, dientes pequeños en dos o tres filas y un preopérculo con 5 espinas prominentes como muy características.
No son pescados comercialmente, aunque pueden ser capturados incidentalmente en las pesquerías de arrastre de camarón, y fácilmente capturados a mano en playas de arena donde abundan.
Son más activos alimentándose de pequeños invertebrados durante la noche y son atraídos por luces en la superficie, mientras que durante el día descansan parcialmente enterrados en la arena o el barro con sus ojos, boca y aletas dorsales asomando.

## Géneros y especies
Existen sólo dos especies de esta familia:
- Género Arctoscopus (Jordan y Evermann, 1896)
  - Arctoscopus japonicus (Steindachner, 1881)
- Género Trichodon (Tilesius, 1813)
  - Trichodon trichodon (Tilesius, 1813)